# جیمی آرمسترانگ (بازیکن فوتبال، زاده ۱۸۹۹)
جیمی آرمسترانگ (انگلیسی: Jimmy Armstrong; ۱۲ ژوئن ۱۸۹۹ – ۱ ژانویهٔ ۱۹۷۱) بازیکن فوتبال اهل بریتانیا بود.
از باشگاه‌هایی که در آن بازی کرده‌است می‌توان به باشگاه فوتبال بارنزلی، باشگاه فوتبال استالی‌بریج سلتیک، و باشگاه فوتبال ای‌اف‌سی بورنموث اشاره کرد.